# Парцифаль (поема)
Парцифаль (нім. Parzival) — містично-куртуазна поема Вольфрама фон Ешенбаха. Датується 1200—1210 роками та містить 25000 віршованих рядків. Твір написаний середньоверхньонімецькою мовою на основі незакінченої поеми Кретьєна де Труа — «Персеваль, або повість про Грааль» (фр. Perceval, le Conte du Graal). Вольфрам збільшив обсяг тексту до XVI книг, довів до кінця фабульні зв'язки та додав вступну частину про Парцифалевого батька — Гамурета. Він також вніс деякі зміни до основного сюжету, розробленого Кретьєном, але загалом дотримувався задуму останнього. Провідною темою твору є пошуки Святого Грааля (у Вольфрамовій інтерпретації це коштовний камінь), проте ці пошуки мають, насамперед, психологічний характер. Парцифаль проходить шлях покаяння та внутрішнього переродження наївної душі та досягає досконалості. Між 1210—1220 роками Вольфрам написав поему «Тітурель», яка слугувала приквелом до «Парцифаля» та додатково інформувала про персонажів про Святий Грааль. «Парцифаль» став джерелом для однойменної музичної опери Ріхарда Вагнера 1882 року.

## Підґрунтя
Джерелом для Вольфрамового «Парцифаля» послужила незакінчена французька поема Кретьєна де Труа — «Персеваль, або повість про Грааль». Перші дві книги розповідають історію Парцифалевого батька Гамурета. У III—XIII книгах Вольфрам же досить-таки детально дотримується французького оригіналу. Книги XIII—XVI — повністю авторське творіння, де розповідається про здобуття Парцифалем Граалю, а також про майбутні подвиги Парцифалевих нащадків.
В єдиній згадці про Кретьєна у творі Вольфрам заперечує, що за основу взято поетів текст:

| Якщо майстер Кретьєн де Труа дає нам неправильну розповідь, то Кіот, який оповідає про правдиві пригоди, має всі права розлютитися. Провансалець зрозуміло розповідає про те, як Гарцелейдин син здобуває призначений йому Грааль, який до того належав Анфортасу. Правдива розповідь потрапила до Німеччини з Провансу. Оригінальний текст (нім.) Ob von Troys meister Cristjân disem mære hât unreht getân, daz mac wol zürnen Kyôt, der uns diu rehten mære enbôt. endehaft giht der Provenzâl, wie Herzeloyden kint den grâl erwarp, als im daz gordent was, dô in verworhte Anfortas. von Provenz in tiuschiu lant diu rehten mære uns sint gesant, und dirre âventiur endes zil. |
Згідно з містифікацією Вольфрама провансалець Кіот нібито знайшов арабський рукопис, який зберігався в Толедо; рукопис написав Флеґетаніс, мусульманський астроном і нащадок Соломона, який виявив існування святого Грааля за допомогою астрології. Вивчивши арабську мову, Кіот прочитав рукопис, де Флеґетаніс згадав про інші латинські праці, які також розповідають про Грааль та його братство. Кіот вирушив на пошуки таких джерел Європою (Британія, Ірландія, Франція). Урешті-решт, йому вдалося віднайти таку історичну хроніку в Анжу та написати свій власний твір французькою мовою.

## Сюжет

### Гамурет
Як сумнів серце огорта,

В душі від того гіркота.

Ганебну хто гидоту

Поєднує достоту

Із мужністю безмежною в собі,

То він ряба сорока, далебі.

Бож буває, що в людини

Співіснують дві частини —

З небом пекло в ній злилось.

Як такий непевний хтось,

То забарвлення те чорне

До жахіть пекельних горне

Але те, що в ньому біле,

Сталости дає і сили

Уривок з прологу «Парцифаля» 
Головний герой двох перших книг поеми — мандрівний лицар Гамурет, молодший син Гандіна Анжуйського. Він служить багдадському володарю Баруку, визволяє з облоги сарацинську королеву Белакану та «отримує її руку» разом із великими матеріальними володіннями, а незабаром полишає дружину (попередньо звинувативши її у сповідуванні «язичництва») з маленьким сином Фейрефіцем, який невдовзі народжується. Потім Гамурет здобуває перемогу над багатьма лицарями (у тому числі над лицарями Круглого Столу) в турнірі, який організували з метою вибору чоловіка для Герцелейди, королеви Валезії. Лицарська рада присуджує йому «отримати руку» Герцелейди, хоча серце лицаря більше схиляється до французької королеви, яка з юності була об'єктом його куртуазної любові. Гамурет випрошує право відлучитися для нових подвигів, які він здійснює знову на Сході (його туди закликає Барук). Загинувши від хитрощів й меча одного сарацинського воїна, Гамурет залишає Герцелейду вдовою з маленьким сином Парцифалем.

### Парцифаль
Питав у матері синок:

«За що карають тих пташок?»

Просив їх в охорону взяти.

Дитині королева-мати

Сказала: «Правдонька твоя, 

Не йтиму проти Бога я.

З-за мене птаству не співать?»

Та син не дав їй доказать:

«Що то за Бог? Хто він такий?»
 
«Скажу тобі,мій дорогий:.

Ясніший він за ясні дні,

І з ласки він прийняв на-вні

Обличчя людське. Пам'ятай, —

На мудрий заповіт вважай:

Лише йому молись в нужді, — 

Він Вірний людям у біді

Той Чорний, то пекельний цар,

Невірний, зрадник, повний чар:

Його та сумніву з гріхами,

Мій сину, уникай думками».

Так мати мовила йому,

Щоб знав він Світло і Пітьму.

Герцелейдове повчання сину, «Парцифаль» 
Зі сторони Гамурета Парсіфаль пов'язаний із лицарським родом Мазадан, а зі сторони Герцелейди — з родом охоронців Грааля. У III книзі юність Парцифаля завершується його навчанням лицарської поведінки у старого лицаря Грааля на ім'я Гурнеманц. Парцифаль вбиває у поєдинку свого родича Ітера (у Кретьєна це «Червоний лицар»); у IV книзі боронить від облоги Кондвірамур (у Кретьєна це «Бланшефлор»), а після перемоги над її ворогами одружується з нею та стає королем Пелрапейру.
Зустріч зі святим Граалем (книга V) досить сильно відрізняється від кретьєнівського тексту. Ідеться весь час про одного короля Граалю (Монсальвата) — хворого Анфортаса (Амфортаса). Попереднім королем Граалю був Тітурель. Грааль тут не посудина, а осяйний коштовний камінь, який вносять чотири дівчини, на чолі з королевою на ім'я Репанс. Книги VII і VIII описують перші подвиги Ґавейна (Говена), згідно з французьким джерелом. У IX книзі спроба силою вдертися до замку Грааля призводить Парсіфаля до нового гріха — вбивства лицаря-храмівника, який охороняє дорогу до фортеці. Охорона замку храмівниками — інновація Вольфрама фон Ешенбаха. Далі, як і у Кретьєна, триває зустріч на Страсну п'ятницю з покаянним лицарем, а потім, коли до Парцифаля починає повертатися благочестя, і зі схимником (у Вольфрама його називають Тревріцентом), який виявляється братом матері героя, а також братом короля Грааля — Анфортаса і хранительки Граалю — Репанс.

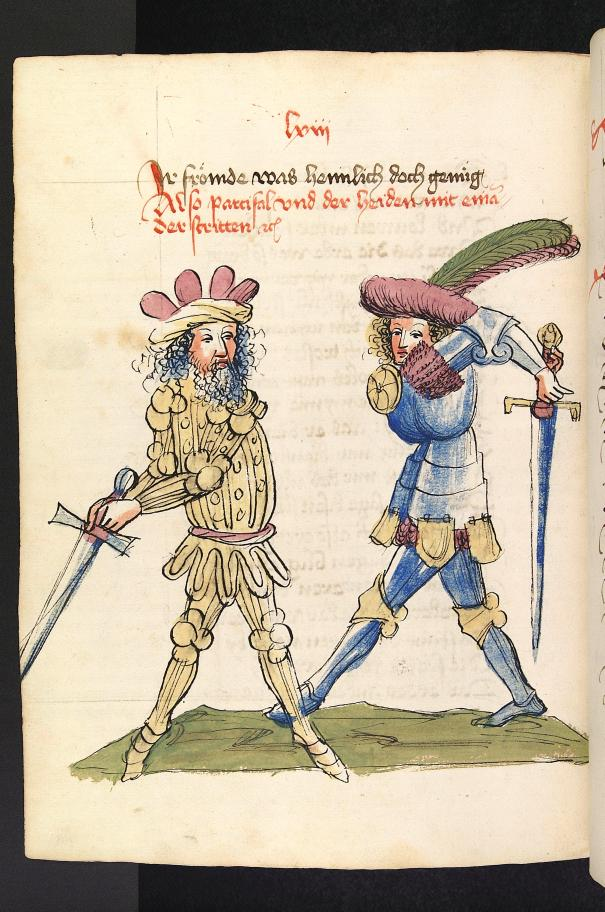
Поєдинок Парцифаля з Фейрефіцем.

Тревріцент розповідає про походження Грааля, який принесли колись янголи, та його чудесні властивості, про його служителів, які визначаються написами, що несподівано з'являються на камені, про хворого короля Анфортаса (див. Король-рибалка), чия рана — наслідок гріху (а гріх — наслідок закоханості Анфортаса в демонічну Оргелузу; про що повідомляється згодом), про світське життя у минулому й про покаяння, та про те, як Тревріцент прийняв покаяння за гріхи брата. Тревріцент розповідає Парцифалеві про смерть матері та його приховану провину, адже вона померла з горя від від'їзду сина. Він також повідомляє про кровну спорідненість Парцифаля з Ітером (убивство родича було другим гріхом Парцифаля); третій же гріх — убивство тамплієра. Тревріцент із вичерпною повнотою пояснює героєві, що тільки співчуття — шлях до Грааля, і остаточно виганяє сумніви з душі Парцифаля силою доброти Бога (Бог — тут як втілення вірності, істини й добра); розповідає про первородний гріх, що призвів до вбивства Авеля Каїном.
Книги X—XIV описують нові пригоди Ґавейна. Зокрема, Ґавейн звільняє від чарівника Кліншора (Клінгсора) замок Шатель Марвей. Присутній образ чаклунки Кундрі. Книга XV описує поєдинки Парцифаля з Ґавейном і Фейрефіцем.
У XVI книзі, після перенесених страждань (цілющих для душі) і повного покаяння, Парцифаль виліковує співчутливим питанням Анфортаса та стає королем Грааля; до замку Грааля переселяються Кондвірамур із сином Лоерангріном, а Репанс стає дружиною Фейрефіца, який прийняв християнство.

## Рукописи та друковані видання
Вольфрамів «Парцифаль» дійшов до нас у 86 рукописах (16 із них містять повний текст поеми, решта 70 — мають уривчастий характер). Рукописи діляться на дві групи:
- Манускрипти D (основний рукопис — Бібліотека монастиря святого Галла, 857, XIII ст., алеманський);
- Манускрипти G (основний рукопис — Баварська державна бібліотека, Cg. 19, XIII ст., ельзаський / алеманський, містить 13 зображень).[13]

Більшість рукописів підпадають під категорію Манускриптів D. Перше друковане видання «Парцифаля» з'явилося 1477 року. Далі йде період повного забуття. Твір заново відкрили аж у середині XVIII століття, коли Г. Міллер 1744 року здійснив нове видання «Парцифаля», а 1753 року Йоган Бодмер видав переказ поеми гекзаметром. 1833 року світ побачило перше наукове видання твору, яке здійснив Карл Лахман. Критичне видання здійснив також і К. Барч у 1870—1871 роках. А 1903 року світ побачило тритомне видання Альберта Лейцмана.

## Стиль та мова
Вольфрамів стиль навмисно складний, тому багато хто з його сучасників вважали вірші важкими. Готфрід фон Страсбург, наприклад, критикує безіменного поета, якого називає «другом зайця» (зрозуміло, що він має на увазі Вольфрама). Ось його характеристика поета:
|  | Винахідники неотесаних розповідей, найняті мисливці за історіями, які зраджують послідовний ланцюг подій, ошукують мляві уми та перетворюють сміття на золото для дітей, а з чаклунських скринь ллють перли пилу... Ці ж мисливці за історіями мусять надавати коментарі до своїх розповідей: людина не розуміє їх, коли їх бачить чи чує. У свою чергу, в нас немає вільного часу, аби шукати блиск у книжках чорного мистецтва. |

Поет вигадує нові слова, часто запозичує їх із французької. У «Парцифалі», зокрема, Вольфрам часто вживає французькі запозичення для позначення понять придворно-лицарського світу, опису суспільних прошарків, лицарського життя, назв одягу, взуття, домашнього господарства та продуктів харчування: gabilôt — «куртка», hârsenier — «захист голови під шоломом», schinvotier — «колінна чашечка», stival — «чоботи», matraz — «матрас», phlûmît — «перова подушка», passâsche — «перехід», schoi — «радість», conterfeit — «фальшивий», alûnen — «бити», flôrieren –"прикрашати", vînæger — «винний оцет» тощо.

## Сприйняття

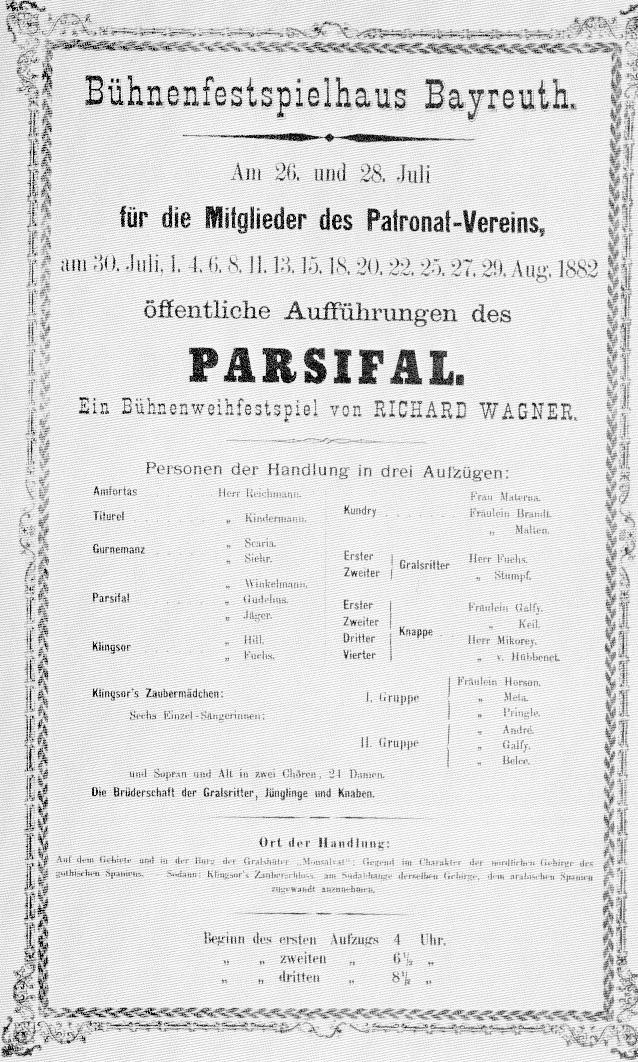
Афіша прем'єри опери Вагнера

### Опера
Німецький композитор Ріхард Вагнер уперше познайомився з творчістю Вольфрама фон Ешенбаха влітку 1845 року. 1850 року композитор написав оперу «Лоенгрін», сюжетом для якої послугував кінцевий епізод з «Парцифаля», а у 1882 році поема стала основою для його однойменної музичної драми — «Парсіфаль». Вагнер, однак, докорінно переробив Вольфрамовий твір, зосередившись лише на двох ключових сценах — зустрічі Парцифаля з Амфортасом та докорі старця на те, що Парцифаль одягнений у лицарські лати у Страсну п'ятницю. Окрім цих двох найважливіших епізодів Вагнер запозичив ще й інші події, зокрема, про Амфортасове зцілення та Фейрефіцеве хрещення. У Вагнеровій інтерпретації Парцифаль на власній шкурі відчуває те, що довелося пережити Амфортасові. Також в опері широко розроблений образ Кудрі. Загалом, із 181 дійового персонажа Вольфрамового «Парцифаля» у Вагнера використано лише декілька — Парцифаль, Амфортас, Клінгзор, Кудрі та Гурнемац. Ґавейн згаданий лише побіжно, а король Артур не зображений зовсім.

### Переклади
Українською деякі уривки з «Парцифаля» переклали Максим Славинський (культурно-мистецький календар-альманах на 1947 рік. Реґенсбурґ) та Ігор Качуровський.
Існує російський варіант «Парцифаля» в перекладі Льва Гінзбурга, проте принаймні третину тексту перекладач дає від себе, тому текст передає лише зміст твору, а не його стиль.
Перший англійський віршований переклад «Парцифаля», який здійснила Джессі Л. Вестон, побачив світ 1894 року. Серед найвідоміших же сучасних прозових перекладів твору англійською мовою є видання А. Т. Гатто (англ. A.T.Hatto) та Сиріла Едвардса (англ. Cyril Edwards).
Серед численних перекладачів «Парцифаля» сучасною німецькою мовою: Петер Кнехт (нім. Peter Knecht), Дітер Кюн (нім. Dieter Kühn), Вольфганг Співок (нім. Wolfgang Spiewok) тощо.

## Додаткова література німецькою мовою
- Wolfram von Eschenbach // «Parsifal», Editora Antroposófica, 1995. ISBN 8571220662 (нім.)
- Dieter Kühn // «Der Parzival des Wolfram von Eschenbach», Frankfurt a. M. 1997 ISBN 3-596-13336-X. (нім.)
- Hermann Reichert // «Wolfram von Eschenbach, Parzival, für Anfänger». Wien: Praesens Verlag, 2., völlig überarbeitete Aufl. 2007. ISBN 978-3-7069-0358-5. (нім.)
- Joachim Bumke // Wolfram von Eschenbach. (=Sammlung Metzler, Band 36), 8., vollständig neu bearbeitete Auflage, Stuttgart 2004, ISBN 3-476-18036-0 (нім.)
- Friedrich de la Motte Fouqué // «Der Parcival». (1831/32) (Erstdruck: Friedrich de la Motte-Fouqué: Der Parcival. Hrsg. von Tilman Spreckelsen, Peter-Henning-Haischer, Frank Rainer Max, Ursula Rautenberg (Ausgewählte Dramen und Epen 6). Hildesheim u. a. 1997.) (нім.)
- Adolf Muschg // «Der Rote Ritter». Frankfurt a. M. 2002, ISBN 3-518-39920-9 (нім.)
- Peter Handke // «Das Spiel vom Fragen oder Die Reise zum Sonoren Land». Frankfurt a. M. 1989, ISBN 3-518-40151-3 (нім.)
- Lowet R. // «Wolfram von Eschenbachs Parzival im Wandel der Zeiten». Miinchen, 1955 (нім.)